# Lazzaro Pallavicino
Lazzaro Pallavicino (auch Lazzaro Pallavicini; * 13. Juni 1684 in Genua; † 28. Juni 1744 in Rom) war ein italienischer römisch-katholischer Geistlicher, Titularerzbischof und päpstlicher Diplomat.

## Leben
Er war das zweite von sieben Kindern des Senators Gianfrancesco Pallavicini und der Aurelia Spinola, damit war er ein Neffe von Kardinal Opizio Pallavicini und Onkel des späteren Kardinals Lazzaro Opizzo Pallavicini. Lazzaro Pallavicino schloss seine Studien des Rechts an der Universität La Sapienza in Rom ab und wurde Gouverneur von Città di Castello, Ancona, Tivoli und Spoleto.
Papst Clemens XI. ernannte ihn 1718 zum Inquisitor in Malta, nachdem dieses Amt fast drei Jahre lang unbesetzt geblieben war. Lazzaro Pallavicino erreichte Malta am 29. Mai 1718 und unterstützte Bischof Joaquín Canaves bei der Reform der Diözese. Aufgrund einer Erkrankung zog er sich zur Genesung nach Gozo zurück und bat um die Erlaubnis, die maltesischen Inseln verlassen zu dürfen, was ihm genehmigt wurde. So verließ er am 12. Juli 1719. Malta. Die Priesterweihe empfing er am 8. Dezember 1720.
Am 20. Januar 1721 wurde Lazzaro Pallavicino zum Titularerzbischof von Thebae ernannt. Die Bischofsweihe spendete ihm am 16. Februar desselben Jahres Kardinal Niccolò Spinola; Mitkonsekratoren waren Erzbischof Sinibaldo Doria und der Bischof von Aleria Camillo de Mari CR. Er wurde am 15. März 1721 zum Apostolischen Nuntius im Großherzogtum Toskana bestellt, von diesem Amt trat er im Juni 1731 zurück. Papst Clemens XII. bot ihm 1734 das Erzbistum Benevent sowie die Position des Gouverneurs von Rom an, doch er lehnte beides ab. Auch das Angebot Benedikts XIV. 1740, ihn zur Kardinalswürde zu erheben, schlug er aus.
Er starb in Rom und wurde in der dortigen Kirche San Franceso di Paola a i Monti beigesetzt.